# سنگ‌نگاره بز با دم ماهی
سنگ‌نگاره بز با دم ماهی یکی از آثار باستانی دوره ایلام میانه (۱۱۰۰ تا ۱۵۰۰ پیش از میلاد) است. این نگاره بر روی سنگ آهک ایجاد شده‌است و یک نوع تشریفات مذهبی را نمایش می‌دهد. این اثر در بخش عتیقه های شرق نزدیک، طبقه همکف، اتاق ۱۰ موزه لوور نگهداری می‌شود.